# Let Go (Nada Surf)
Let Go è il terzo album in studio del gruppo rock statunitense Nada Surf, pubblicato nel 2002 in Europa e nel 2003 negli Stati Uniti.

## Tracce
Europa
1. Blizzard of '77
2. The Way You Wear Your Head
3. Fruit Fly
4. Blonde on Blonde
5. Inside of Love
6. Hi-Speed Soul
7. No Quick Fix
8. Killian's Red
9. Là Pour Ça
10. Happy Kid
11. Treading Water
12. Paper Boats

Stati Uniti
1. Blizzard of '77
2. Happy Kid
3. Inside of Love
4. Fruit Fly
5. Blonde on Blonde
6. Hi-Speed Soul
7. Killian's Red
8. The Way You Wear Your Head
9. Neither Heaven nor Space
10. Là Pour Ça
11. Treading Water
12. Paper Boats